# Криденер, Николай Павлович
Барон Николай Павлович Криденер (нем. Nikolai Karl Gregor von Krüdener) (10 марта 1811 — 17 февраля 1891, Москва) — генерал от инфантерии из остзейского баронского рода, восходящего к началу XIV века.

## Биография
Николай Павлович родился 10 марта 1811 года в Лифляндской губернии. Воспитанник Николаевского инженерного училища, закончивший полный курс инженерного образования по окончании офицерских классов. В 1828 году произведён в офицеры, в 1833 году поступил в Императорскую военную академию и по её окончании был переведен в Генеральный штаб, в котором и занимал различные административные должности до 1849 года, когда был назначен командиром полка принца Евгения Вюртембергского.
В 1858 году получил в командование Кексгольмский гренадерский полк, а в 1859 году — лейб-гвардейский Волынский полк с производством в генерал-майоры.
В 1863 году назначен командующим 27-й пехотной дивизией, с которой принял участие в усмирении польского мятежа, и был награждён золотой саблей. Произведённый в 1865 году в генерал-лейтенанты, в 1876-м получил в командование IX армейский корпус, назначенный в состав Дунайской армии, действовавшей против турок.
На корпус Криденера была возложена операция против крепости Никополя, которую он и взял 4 июля 1877 года. Награждённый за это дело орденом святого Георгия 3 степени, Криденер был двинут со своим корпусом к Плевне, но действия его здесь 8 и 18 июля были неудачны. Оставшись во главе корпуса, принял участие в блокаде Плевны и отражении прорыва из неё войск Османа-паши, а затем начальствовал левой колонной войск отряда генерала Гурко во время зимнего похода за Балканы. По окончании войны, произведённый в генералы от инфантерии, назначен помощником командующего войсками Варшавского военного округа.
Николай Павлович Криденер умер 17 февраля 1891 года в городе Москве.